# パーソナリティ障害
パーソナリティ障害（パーソナリティしょうがい、英語: personality disorder, PD）は、文化的な平均から著しく偏った行動の様式をとり、特徴的な生活の様式や他者との関わり方、または内面的な様式を持ち、そのことが個人あるいは社会的にかなりの崩壊や著しい苦痛や機能の障害をもたらしている。青年期や成人早期には症状が始まっている特徴がある。症状が著しい苦痛や機能障害をもたらしていないものは、正常なパーソナリティである。
従来の境界例や精神病質の受け皿にあたる概念である。以前は、人格障害（じんかくしょうがい）の訳語が当てられていたが、烙印あるいは偏見的なニュアンスが強いことから現在の名称に変更された。なお以前は同様の意図から性格障害と言われることもあった。。ほかの以前の呼称は別の訳語である性格障害、他に性格異常など。
主なものに、妄想性パーソナリティ障害、統合失調質パーソナリティ障害、非社会性パーソナリティ障害（反社会性パーソナリティ障害）、情緒不安定性パーソナリティ障害（境界性パーソナリティ障害）、演技性パーソナリティ障害、強迫性パーソナリティ障害、不安定性パーソナリティ障害（回避性パーソナリティ障害）、依存性パーソナリティ障害がある。

## 定義
パーソナリティは、見方や反応の仕方、考え方、人とのかかわり方、振る舞いの仕方といったことの持続的なパターンであり、その人らしさを形成している。それが、適応的にできなくなり、臨床的に著しい苦痛や機能の障害をもたらしている場合にパーソナリティ障害である。
世界保健機関は以下のように定義する。パーソナリティとは、個人の生活様式と、他者との関係の仕方における様々な状態と行動のパターンである。パーソナリティ障害は、根深い持続する行動のパターンであり、文化による平均的な人間のものから偏っている。パーソナリティ障害は、小児期、青年期に現れ持続するものである。従って、成人期に発症したなら、ストレスや、脳の疾患に伴って起きる別の原因がある可能性がある。各々のパーソナリティ障害は、行動上の優勢な症状に従って下位分類されているだけであり、排斥しあうことはない。また近年では、パーソナリティ障害は発達障害の2次障害、合併症であることが指摘されている。
しかし、苦しみやつらさが一つに限局できず、より深い問題を抱える例がある。このような患者は慢性的、かつ複数の症状を抱えており、抑うつや不安感、厭世観や希死念慮などの、人生を幸せに生きることができないという広範囲に及ぶ問題を持ち、「自分が自分であることそのもの」「生きることそのもの」、つまりパーソナリティが苦しみやつらさの中心であるとしか表現できないような状態を、「パーソナリティ障害」と位置付けている。「パーソナリティ障害」という診断名を付けることは、障害の対象を明確にすることにより、治療とそのためのコミュニケーションに利用するというポジティブな意味でなされている。
『現代臨床精神医学』改訂第11版では、精神医学において「疾病」（病気、illness）は、正常な状態である「健康」に対置する価値概念であり、平均からかけ離れた状態になり、生存する上で不利であり人間が生活していく上で不都合な状態であるとする社会的な側面も包含していると説明し、よってパーソナリティ障害は平均から偏っているという異常があり病的であるとしている。しかし、注釈では本質的で重大な問題があるため、世界保健機関 (WHO) は疾患や病気といった言葉を避け、障害という用語を用いていることを説明している。

## 名称の変更
人格障害からパーソナリティ障害への変更を最初に行ったのは、『DSM-IV-TR 精神疾患の診断・統計マニュアル』の2003年新訂版である。その早見表の翻訳書にて、翻訳者の高橋三郎は、2002年の精神分裂病から統合失調症への名称変更に伴うものであり、診断名にスティグマのあるものとして精神分裂病、精神病、人格障害であると言及している。
2005年11月に『ICD-10精神および行動の障害－臨床記述と診断ガイドライン』日本語版が改訂され、精神分裂病は統合失調症に、痴呆も認知症に変更され、そして「人格障害は精神分裂病の場合と同様に当事者にとっては極めて差別的印象をもたらしやすい呼称であることからDSMシステムと同様にパーソナリティ障害に修正した」としている。『精神医学ハンドブック』は2007年1月の版にて、それぞれの名称が変更されている。
2008年6月に日本精神神経学会は、『精神神経学用語集』を約20年ぶりに改定し、パーソナリティ障害へと変更した。読売新聞にて「人格障害は性格の極端な偏りを指すが、人格否定の印象があり、変更した」と報道されている。厚生労働省では2010年3月にその病名データベースにおいて、多くをパーソナリティ障害へと変更している。

## 診断

### 世界保健機関
F60特定のパーソナリティ障害は、パーソナリティの領域を含む性格と行動における重度の障害であり、崩壊した個人や社会機能を伴っていることがほとんどである。小児期後期以降から現れる傾向にあるが、16～17歳において適切に診断されるということは疑わしく、成人期に入り明らかとなってから持続する。
診断基準dが、小児期から青年期に発症したものが持続していることを要求している。診断基準eが、相当な苦痛について言及している。診断基準fが、職業上あるいは社会的遂行機能の重大な障害を要求している。これらの全般的診断ガイドラインは、すべてのパーソナリティ障害に適用されるものであり、その補助的なものは個々において示されている。
その評価には、生活史を含めた多くの情報源に基づくべきである。また多軸的に評価することで、他の障害によって引き起こされているパーソナリティ障害の記録は容易になる。

### アメリカ精神医学会
パーソナリティ障害とは、その人の属する文化から期待されるものから著しく偏った、広範かつ柔軟性のない、持続的な内的あるいは行動の様式によって、精神障害#重症度を引き起こしているものである。青年期や成人早期にはじまり持続していることが必要とされる。小児期の傾向が大人になるまで持続することはあまりなく、もし18歳以下に診断を下す際には、18歳未満には診断を下すことができない反社会性パーソナリティ障害を除き、少なくとも1年間の持続を要する。記録は、多軸評定に沿って、I軸とII軸も評定し、パーソナリティ障害が主診断であれば、そのことを記録する。

## 分類
診断分類には、世界保健機関による『ICD-10精神と行動の障害』と、アメリカ精神医学会による『精神障害の診断と統計マニュアル』（DSM）が存在する。

### DSMによる分類
『精神障害の診断と統計マニュアル』では、10種類のパーソナリティ障害を3つのカテゴリに分け規定している。このカテゴリ分類は、ある種の研究のためには有用であるが、一貫した妥当性があるものではなく、異なった群のパーソナリティ障害を同時に有さないということでもない。
A群（クラスターA）、奇異型 (odd type)
風変わりで自閉的で妄想を持ちやすく奇異で閉じこもりがちな性質を持つ。
- 301.0 妄想性パーソナリティ障害 Paranoid personality disorder
世の中は危険で信用できないとして、陰謀などを警戒しており、自己開示しない。
- 301.20 スキゾイドパーソナリティ障害 Schizoid personality disorder
とにかく1人で行動し、友人を持たず1人で暮らすことを望む。
- 301.22 統合失調型パーソナリティ障害 Schizotypal personality disorder
幻覚や妄想といった統合失調症と診断されるような症状はなく、病的ではない程度の風変わりな行動や思考を伴っており、人生の早期に表れそして通常一生持続する。しかし、より受け入れられやすいアスペルガー障害と診断することも多い。

B群（クラスターB）、劇場型 (dramatic type)
感情の混乱が激しく演技的で情緒的なのが特徴的。ストレスに対して脆弱で、他人を巻き込むことが多い。
- 301.7 反社会性パーソナリティ障害 Antisocial personality disorder
少年期の素行症による非行の段階を経て、利己的で操作的な成人となり、人を欺くが周囲には気づかれにくい。中年になると落ち着くことも多い。
- 301.83 境界性パーソナリティ障害 Borderline personality disorder
他者に大きな期待を抱き、非現実的な要求によって人を遠ざけてしまったり、喪失体験をしたときに、自傷行為に至ることがあり、不安定な自己の感覚や人間関係があり、衝動的な側面を持つとされる。中年になると落ち着くことも多い。
- 301.50 演技性パーソナリティ障害 Histrionic personality disorder
自己顕示性が強く、その時に演じている役柄に影響され、大胆に振る舞う。
- 301.81 自己愛性パーソナリティ障害 Narcissistic personality disorder
他者に賞賛を求め、自分が特別であろうとし、有名人との関係を吹聴したり、伝説の人物のつもりでいて、他者の都合などは度外視している。

C群（クラスターC）、不安型 (anxious type)
不安や恐怖心が強い性質を持つ。周りの評価が気になりそれがストレスとなる性向がある。
- 301.82 回避性パーソナリティ障害 Avoidant personality disorder
人付き合いが苦手であり、批判や拒絶に敏感であり、新たな関係を避けがちであるが、スキゾイドパーソナリティ障害とは異なり、人間関係は希求しており、親しい人を何人か持っている。青年期前後にさらに回避的になってくることがあるが、加齢と共に寛解してくる傾向がある。
- 301.6 依存性パーソナリティ障害 Dependent personality disorder
何かを決めることも、身の回りのことも手助けが必要であると感じている。
- 301.4 強迫性パーソナリティ障害 Obsessive-compulsive personality disorder
完璧主義であり、他者に仕事を任せられず、くつろぐことも、気のままに行動することもできない。

その他
- 301.9 特定不能のパーソナリティ障害 personality disorder Not Otherwise specified 
2種類以上のパーソナリティ障害の特徴を示しながら、単独では診断するほどの重症さはない場合など。

### ICDによる分類
『ICD-10第5章精神と行動の障害』においては、「F6.成人のパーソナリティおよび行動の障害」における「F60.特定のパーソナリティ障害」である。
- F60.0 妄想性パーソナリティ障害 Paranoid personality disorder
- F60.1 統合失調質パーソナリティ障害 Schizoid personality disorder
- F60.2 非社会性パーソナリティ障害 Dissocial personality disorder
- F60.3 情緒不安定性パーソナリティ障害 Emotionally unstable personality disorder
  - F60.30 衝動型　impulsive type
  - F60.31 境界型　borderline type
- F60.4 演技性パーソナリティ障害 Histrionic personality disorder
- F60.5 強迫性パーソナリティ障害 Anankastic personality disorder
- F60.6 不安性［回避性］パーソナリティ障害 Avoidant (avoidant) personality disorder
- F60.7 依存性パーソナリティ障害 Dependent personality disorder
- F60.8 他の特定のパーソナリティ障害 Other specific personality disorder
- F60.9 パーソナリティ障害、特定不能のもの personality disorder unspecified

F60-62をひと塊で説明しており、他は「F61.混合性および他のパーソナリティ障害」、「F62.持続的パーソナリティ変化、脳損傷および脳疾患によらないもの」である。

## 多軸評定におけるパーソナリティ障害
『精神障害の診断と統計マニュアル』（DSM）には、1点だけに関心が絞られてしまえば見過ごすようなことを系統的に評価するために、多軸評定を持っている。I軸の精神障害、II軸のパーソナリティ障害と精神遅滞、III軸の一般身体疾患による精神障害、IV軸の心理社会的また環境的な問題、V軸の機能の全体的な評定と総合的に見るということである。そこではパーソナリティ障害は、精神遅滞と共にII軸であり該当すべき状態がない場合には、II軸にはV71.09という診断コードが割り当てられる。コードは用いず障害に達しないような人格的特徴や、防衛機制のために用いることもできる。

## パーソナリティ変化
ICD-10におけるパーソナリティ変化は、他の精神障害や脳疾患から二次的に生じたり、重度のあるいは持続的なストレスといったものに引き続いて起こる。対してパーソナリティ障害は、小児期、青年期に現れるもので他の精神障害や脳疾患から二次的に生じることはない。F07が脳疾患、脳損傷および脳機能不全によるパーソナリティおよび行動の障害である。それ以外はF62持続的パーソナリティ変化である。大惨事など強度のストレスや体験が原因にあり、パーソナリティ変化がその体験に先行していてはならない。DSM-IV-TRにおいては、パーソナリティ障害の診断基準Fが除外している、薬物乱用や投薬といった薬物による症状や、頭部の外傷など一般身体疾患によるパーソナリティ変化が鑑別される。

## 診断における注意点
症状が著しい苦痛や機能障害をもたらしていないものは、正常なパーソナリティである。パーソナリティ障害は、発症年齢が低く持続的である必要がある。文化的な文脈によって適切だとみなされるパーソナリティは異なり、観察者ではなく患者における標準的な文化を基準にすることが必要である。また観察者自身のパーソナリティの在り方を自覚することで、偏見に基づく評価を避けることができる。ICD-10研究用診断基準は、文化的に規範が異なるため、下位分類について相応した行動パターンの定義を推奨している。
たとえば、相互依存的な文化習慣色が比較的強いとされることの多い日本では、欧米で依存性パーソナリティ障害として定義づけられている状態を病的とみなさないことが多いとされる。また自己愛性パーソナリティ障害の症例報告は先進国に有意に多く、文化的産物と言えるであろうという意見もある。子供と青年期のような低年齢において、パーソナリティ障害の診断をくだすのは賢明ではなく、年齢が低いうちは行動が変わりやすいためである。

## 鑑別診断
行動等が、他の精神障害の発症によって現れているものは、その軽快によって消失してくる。突然に、（年をとってから）遅発性で変化したならば、抑うつ、物質使用、医学的疾患である脳腫瘍など、また重大なストレスといった他の原因の探索が必要である。一般身体疾患によるパーソナリティ変化の原因としてDSMは、甲状腺機能低下症、または亢進症、副腎皮質機能の異常、妄想性のパーソナリティ変化の例には全身性エリテマトーデスが、他にも中枢神経系の新生物、頭部外傷、脳血管疾患、ハンチントン病、HIVウイルスが挙げられている。

## パーソナリティ・ディメンジョン
パーソナリティ・ディメンジョンとは、正常な状態と、他の精神障害、また各々のパーソナリティ障害は連続上にあり、明確な境界線はないため、カテゴリーによる累計の分類ではなく、ディメンジョン（次元的）に定量的に数値的に表す方法である。コンピュータによる数値処理に適している。以前から関心を集めてきたが、成功をおさめていない。
現行のカテゴリーの分類は、明確な境界線がなく不正確でもあるが、現行のように分類することは、より分かりやすく鮮明である。DSM-IIIが改訂される際には、このディメンションモデルの発想を取り入れるかどうか大きな論争を呼んだが、結局はDSM-IVでの採用は見送られることとなった。DSM-5においても、さらなる研究が必要とされる部分に収録されている。

## 治療
治療は精神療法を中心にして行われる。薬物療法は合併しているI軸の精神障害の治療や、精神症状に対する対症療法として補助的に用いられる。
精神療法においてはスキーマ療法が有効である。同時に、補助的に対人関係療法やソーシャル・スキル・トレーニング (SST) を行い、本人が社会生活をスムーズに営めるようサポートすることも大切である。境界性パーソナリティ障害では、ランダム化比較試験 (RCT) により、弁証法的行動療法 (DBT: Dialectical Behavioral Therapy) とメンタライゼーションに基づく治療 (MBT: Mentalization-based Treatment) の有効性が実証されている。
根本的曝露療法 (Basal exposure therapy) は、重症あるいは精神障害が並存している人々に向けて開発され、障害が回避行動によって維持されていると仮定しており、正式な診断と関係なく恐怖として治療され、薬の使用量の減少、機能の全体的評定尺度 (GAF) の向上がみられている。
一部のパーソナリティ障害は、30～40歳代までに状態が改善していく傾向（晩熟現象）があるとされている。それは加齢による生理的なものの影響だけではなく、社会生活を通じて多様な人々に触れ、世の中にはさまざまな生き方・考え方があるということを知り、それを受容することによると考えられている。
なお、家族等への働きかけ（家族療法）を行い、周囲が本人を否定せず受け入れたり肯定的に接したりできるよう、サポートすることも重要である。